# Коммунистическая партия Германии (1948)
Коммунистическая партия Германии, КПГ (нем. Kommunistische Partei Deutschlands, KPD) — коммунистическая партия в Западной Германии в 1948—1968 годах.

## Возникновение
Летом 1945 года в Советской зоне оккупации, а несколько позже и в других оккупационных зонах, началось создание первичных, окружных и земельных организаций Коммунистической партии Германии. В Берлине на узкой конференции был избран Центральный комитет КПГ. В апреле 1946 года съезд КПГ принял решение об объединении с СДПГ, однако уже в мае съезд СДПГ отложил объединение до прекращения оккупации Германии, в результате чего в СЕПГ от СДПГ вошли только организации земель Советской зоны оккупации, тогда как земельными организациями СЕПГ в прочих зонах были провозглашены земельные организации КПГ.
27 апреля 1948 года на конференции в Герне была создана КПГ, объединившая земельные организации западных зон оккупации, председателем КПГ стал Макс Рейман. Партия участвовала в западногерманском антивоенном движении, выступила за обобществление важнейших отраслей промышленности западных зон Германии, демократизацию государственного аппарата, проведение демократической земельной реформы, создание прогрессивной системы социального страхования. Выступила против разделения Германии на два государства, а после создания ФРГ — против Парижских соглашений 1954 года и вступления страны в НАТО. На состоявшихся в августе 1949 года выборах в бундестаг за компартию проголосовало 1 361 706 человек, что составило 5,7 % избирателей. По итогам этих выборов партия получила 15 мест в Бундестаге. На всеобщих выборах в сентябре 1953 года партия сумела получить всего 2,2 % голосов.

## Подпольная деятельность
В ноябре 1954 года в Федеральном Конституционном суде Германии в Карлсруэ начался судебный процесс против компартии. 17 августа 1956 года Конституционный суд признал деятельность КПГ противоречащей конституции и запретил её в соответствии со статьей 21-й Основного закона, позволяющей запретить политическую партию, если та преследует цели, которые подрывают демократический строй. В последующие годы в судах ФРГ состоялись тысячи процессов против коммунистов, многие из них были арестованы. С этого времени партия действовала нелегально. В июне 1957 года состоялся её первый нелегальный съезд.
В конце 1950-х годов власти Западной Германии принимают так называемое «чрезвычайное законодательство», предусматривавшее введение в стране чрезвычайного положения без ведома парламента как в случае «внешней угрозы», так и в случае «внутренней напряженности». В условиях чрезвычайного положения правительство ФРГ имело возможность отменить свободу выбора профессии и право заниматься соответствующей деятельностью, право на забастовку, ограничить свободы передвижения и т. д. Одним из пунктов деятельности КПГ в начале 1960-х годов являлась отмена этого законодательства. Активисты КПГ принимали участие в забастовочном движении — в забастовках металлистов Шлезвиг-Гольштейна в 1956—1957 годах, металлистов Баден-Вюртемберга в 1963 году и других.
После прихода к власти коалиционного правительства ХДС/ХСС и СДПГ в конце 1966 года КПГ опубликовала (в феврале 1968) проект программы партии. В нём сделан анализ внутриполитического положения, обозначено намерение КПГ осуществить социалистические преобразования в стране. Основными задачами партии были названы борьба за демократические права населения, проведение мирной внешней политики и установление добрососедских отношений с ГДР. Было выдвинуто требование антимонополистических реформ, участия трудящихся в управлении предприятиями и экономикой. В программе отмечалась необходимость объединения всех демократических и антиимпериалистических сил и установления единства рабочего класса для проведения коренных преобразований в ФРГ.

## Создание новых компартий в 1960-е годы
В 1960-е годы от КПГ происходит несколько маоистских отколов (смотри: Коммунистическая партия Германии/Марксистско-ленинская и Марксистско-ленинская партия Германии). В конце 1968 года во Франкфурте-на-Майне происходит учредительный съезд Германской коммунистической партии (ГКП). В создании ГКП принимают участие многие члены запрещённой КПГ. В 1971 году Макс Рейман был избран почётным президентом ГКП.

## Организационная структура
КПГ состояла из земельных организаций (landesorganisation), земельные организации из районных организаций (kreisorganisation), районные организации из первичных организаций (grundorganisation).
Высший орган — съезд (Parteitag), между съездами — партийные конференция (Parteikonferenz), между конференциями — Центральный комитет (Zentralkomitee) (в 1948—1954 гг. — Партийное правление (Parteivorstand)), исполнительные органы — Политическое бюро Центрального комитета (Politische buero des Zentralkomitees) (в 1948—1959 гг. — Бюро Партийного правления) и секретариат центрального комитета (Sekretaeriat des Zentralkomitees) (в 1948—1954 гг. — Секретариат Партийного правления (Sekretariat der Parteivorstandes)), высшее должностное лицо — Первый секретарь Центрального комитета (Erste sekretaer des Zentralkomitees) (в 1948—1954 гг. — Партийный председатель (Parteivorsitzender)), высший контрольный орган — Центральная контрольная комиссия (Zentrale kontrollkommission) (в 1948—1954 гг. — Центральная арбитражная комиссия (Zentrale schiedskommission)), высший ревизионный орган — Центральная ревизионная комиссия (Zentrale revisionskommission)
Земельные организации
Земельные организации соответствовали землям.
Высший орган земельной организации — земельная конференция (landesdelegiertenkonferenz), между земельными конференциями — земельный комитет (landesleitung) (в 1948—1954 гг. — земельное правление (landesvorstand)), исполнительный орган земельной организации — секретариат земельного комитета (sekretariat der landesleitung) (в 1948—1954 гг. — секретариат земельного правления (sekretariat des landesvorstandes)), высшее должностное лицо земельной организации — первый секретарь земельного комитета (erste sekretaer der landesleitung) (в 1948—1954 гг. — земельный председатель (landesvorsitzender)), контрольный орган земельной организации — земельная контрольная комиссия (landeskontrollkomiision) (в 1948—1954 гг. — земельная арбитражная комиссия (landesschiedskommission)), ревизионный орган земельной организации — земельная ревизионная комиссия (landesrevisionskommission).
Районные организации
Районные организации соответствовали районам, внерайонным городам, округам земли Гамбург.
Высший орган районной организации — районная конференция (kreisdelegiertenkonferenz), между районными конференциями — районный комитет (kreisleitung) (в 1948—1954 гг. — районное правление (kreisvorstand)), исполнительный орган районной организации — секретариат районного комитета (sekretariat der kreisleitung) (в 1948—1954 гг. — секретариат районного правления (sekretariat des kreisvorstandes)), высшее должностное лицо районной организации — первый секретарь районного комитета (erste sekretaer der kreisleitung) (в 1948—1954 гг. — районный председатель (kreisvorsitzender)), контрольный орган районной организации — районная контрольная комиссия (kreiskontrollkommission) (в 1948—1954 гг. — районная арбитражная комиссия (kreisschiedskommission)), ревизионный орган районной организации — районная ревизионная комиссия (kreisrevisionskommission).
Местные организации
Местные организации (ortsorganisation) или местные группы (ortsgruppe) соответствовали городам и общинам. Могли создаваться по желанию несколькими первичными организациями.
Высший орган местной организаций — местная конференция, между местными конференциями — местный комитет (ortsleitung) (в 1948—1954 гг. — местное правление (ortsvorstand)), высшее должностное лицо местной организации — секретарь местного комитета (в 1948—1954 гг. — местный председатель (ortsvorsitzender) или председатель местной группы (ortsgruppenvorsitzender)).
Первичные организации
Могли быть организованы по месту работы (betriebsorganisation), по месту жительства (wohngenietsorganisation) и по месту учёбы (hochschulorganisation), при этом первичные организации по месту жительства создавались намного реже чем по месту работы.
Производственные организации соответствовали предприятиям и учреждениям. По производственным организациям распределялись все члены КПГ работающие в любом предприятии или учреждении — то есть большинство членов партии.
Жилищные организации соответствовали частям мест. По жилищным организациям распределялись исключительно самозанятые, творческая интеллигенция и крестьяне-единоличники.
Учебные организации соответствовали университетам, высшим школам и специальным школам. По учебным организациям распределялись исключительно студенты и учащиеся специальных школ являвшиеся членами КПГ.
Высший орган первичной организации — общее собрание (mitgliederversammlung), между общими собраниями — комитет (производственный комитет (betriebsleitung) (в 1948—1954 гг. — правление производственной группы (betriebsgruppenvorstand)) и пр.), высшее должностное лицо — (секретарь производственного комитета (в 1948—1954 гг. председатель производственной группы (betriebsgruppenvorsitzender)) и пр.).
Союзы
- Союз свободной немецкой молодёжи (ССНМ)
- Демократический союз женщин Германии (ДЖСГ)
- Культурный союз демократического обновления Германии (КСДОГ)
- Общество германо-советской дружбы (ОГСД)

Каждый из союзов состояли из земельных организаций (landesorganisation), земельные организации из районных организаций (kreisorganisation), районные организации из первичных организаций (grundorganisation).
Высший орган союза — федеральный съезд (bundeskongress), между федеральными съездами — федеральное правление (bundesvoratand), высшее должностное лицо союза — федеральный председатель (bundesvorsitzender).
Земельные организации союзов
Земельные организации союзов соответствовали землям.
Высший орган земельной организации союза — земельная конференция, между земельными конференциями — земельное правление, высшее должностное лицо земельной организации союза — земельный председатель.
Районные организации союзов
Районные организации союзов соответствовали районам, внерайонным городам или округам Гамбурга.
Высший орган районной организации союза — районная конференция, между районными конференциями — районное правление, высшее должностное лицо районной организации союза — районный председатель.
Первичные организации союзов
Первичные организации союзов соответствовали предприятиям или (у ССНМ) учебным заведениям.
Высший орган первичной организации союза — общее собрание (mitgliederversmmlung), между общими собраниями — правление производственной группы (в ССНМ — правление студенческой группы (hochschulgruppenvorstand)), высшее должностное лицо первичной организации союза — председатель производственной группы (в ССНМ — председатель студенческой группы (hochschulgruppenvorsitzender)).
Подготовкой партийных функционеров занимались — Высшая партийная школа имени Эрнста Тельмана (Parteihochschule «Ernst Thälmann»), земельные партийные школы (landesparteischule) и районные партийные школы (kreisparteischule).

## Руководители
Председатели:
- Макс Рейман (1948—1954)

Первый секретарь Центрального комитета:
- Макс Рейман (1954—1968)

## Съезды и конференции КПГ
- Учредительная конференция — 27 апреля 1948 года, Герне — организационное оформление, избрание Центрального правления партии во главе с Максом Рейманом.
- Конференция — 5—6 марта 1949 года, Золинген — выдвигает требование прекращения деятельности в Западной Германии «сил реакции и реваншизма, содействующую расколу Германии».
- Съезд — 3—5 марта 1951 года, Мюнхен.
- Съезд — 28—30 декабря 1954 года, Гамбург — рассматривал вопросы укрепления профсоюзов и активизации работы активистов КПГ в них.
- Съезд — июнь 1957 года, нелегальный — рассматривал стратегию и тактику партии в условиях нелегального положения, задачи борьбы против планов атомного вооружения ФРГ и другие вопросы.
- Конференция — февраль 1960 года, нелегальный.
- Съезд — июль 1963 года, нелегальный — выдвинул план действий против чрезвычайного законодательства, за осуществление политики мирного сосуществования, признание ГДР и другие вопросы, был принят устав партии.